# Теорема Пойнтінга
Теорема Пойнтінга (англ. Poynting's theorem) — теорема, що описує закон збереження енергії електромагнітного поля. Теорема була доведена у 1884 році Джоном Генрі Пойнтінгом. Все зводиться до наступної формули:
{\displaystyle {\frac {\partial u}{\partial t}}+\nabla \cdot \mathbf {S} =-\mathbf {J} \cdot \mathbf {E} },
Де S — вектор Пойнтінга, J — густина струму і E — електричне поле. Густина енергії {\displaystyle u} ({\displaystyle \epsilon _{0}} — електрична стала, {\displaystyle \mu _{0}} — магнітна стала).
{\displaystyle u={\frac {1}{2}}\left(\varepsilon _{0}\mathbf {E} ^{2}+{\frac {\mathbf {B} ^{2}}{\mu _{0}}}\right).}
Теорема Пойнтінга в інтегральній формі:
{\displaystyle {\frac {\partial }{\partial t}}\int _{V}u\ dV+\oint _{\partial V}\mathbf {S} \ d\mathbf {A} =-\int _{V}\mathbf {J} \cdot \mathbf {E} \ dV},
де {\displaystyle \partial V\!} — поверхня, що обмежуює об'єм {\displaystyle V\!} .
У технічній літературі теорема зазвичай записується наступним чином ({\displaystyle u} — густина енергії):
{\displaystyle \nabla \cdot \mathbf {S} +\varepsilon _{0}\mathbf {E} \cdot {\frac {\partial \mathbf {E} }{\partial t}}+{\frac {\mathbf {B} }{\mu _{0}}}\cdot {\frac {\partial \mathbf {B} }{\partial t}}+\mathbf {J} \cdot \mathbf {E} =0},
де {\displaystyle \varepsilon _{0}\mathbf {E} \cdot {\frac {\partial \mathbf {E} }{\partial t}}} — густина енергії електричного поля, {\displaystyle {\frac {\mathbf {B} }{\mu _{0}}}\cdot {\frac {\partial \mathbf {B} }{\partial t}}} — густина енергії магнітного поля і {\displaystyle \mathbf {J} \cdot \mathbf {E} } — потужність втрат Джоуля на одиницю об'єму.

## Доведення
Теорема може бути доведена з допомогою двох рівнянь Максвелла (для простоти вважаємо, що середовище — це вакуум (μ=1, ε=1); для загального випадку з довільним середовищем потрібно у формули до кожного ε0 і μ0 приписати ε і μ):
{\displaystyle \nabla \times \mathbf {E} =-{\frac {\partial \mathbf {B} }{\partial t}}.}
Домноживши дві частини рівняння на {\displaystyle \mathbf {B} }, отримаємо:
{\displaystyle \mathbf {B} \cdot (\nabla \times \mathbf {E} )=-\mathbf {B} \cdot {\frac {\partial \mathbf {B} }{\partial t}}.}
Розглянемо спочатку рівняння Максвелла-Ампера:
{\displaystyle \nabla \times \mathbf {B} =\mu _{0}\mathbf {J} +\epsilon _{0}\mu _{0}{\frac {\partial \mathbf {E} }{\partial t}}.}
Домноживши дві частини рівняння на {\displaystyle \mathbf {E} }, отримаємо:
{\displaystyle \mathbf {E} \cdot (\nabla \times \mathbf {B} )=\mathbf {E} \cdot \mu _{0}\mathbf {J} +\mathbf {E} \cdot \epsilon _{0}\mu _{0}{\frac {\partial \mathbf {E} }{\partial t}}.}
Віднявши перше рівняння з другого, отримаємо:
{\displaystyle \mathbf {E} \cdot (\nabla \times \mathbf {B} )-\mathbf {B} \cdot (\nabla \times \mathbf {E} )=\mu _{0}\mathbf {E} \cdot \mathbf {J} +\epsilon _{0}\mu _{0}\mathbf {E} \cdot {\frac {\partial \mathbf {E} }{\partial t}}+\mathbf {B} \cdot {\frac {\partial \mathbf {B} }{\partial t}}.}
Нарешті:
{\displaystyle -\nabla \cdot \ (\mathbf {E} \times \mathbf {B} )=\mu _{0}\mathbf {E} \cdot \mathbf {J} +\epsilon _{0}\mu _{0}\mathbf {E} \cdot {\frac {\partial \mathbf {E} }{\partial t}}+\mathbf {B} \cdot {\frac {\partial \mathbf {B} }{\partial t}}.}
Оскільки вектор Пойнтінга {\displaystyle \mathbf {S} } визначається как:
{\displaystyle \mathbf {S} ={\frac {1}{\mu _{0}}}\mathbf {E} \times \mathbf {B} }
це рівнозначно:
{\displaystyle \nabla \cdot \mathbf {S} +\epsilon _{0}\mathbf {E} \cdot {\frac {\partial \mathbf {E} }{\partial t}}+{\frac {\mathbf {B} }{\mu _{0}}}\cdot {\frac {\partial \mathbf {B} }{\partial t}}+\mathbf {J} \cdot \mathbf {E} =0.}

## Узагальнення
Механічна енергія у теоремі визначається як
{\displaystyle {\frac {\partial }{\partial t}}u_{m}(\mathbf {r} ,t)+\nabla \cdot \mathbf {S} _{m}(\mathbf {r} ,t)=\mathbf {J} (\mathbf {r} ,t)\cdot \mathbf {E} (\mathbf {r} ,t),}
де u_m — кінетична енергія густини у системі. Вона може бути описана як сума кінетичної енергії частинок α
{\displaystyle u_{m}(\mathbf {r} ,t)=\sum _{\alpha }{\frac {m_{\alpha }}{2}}{\dot {r}}_{\alpha }^{2}\delta (\mathbf {r} -\mathbf {r} _{\alpha }(t)),}
{\displaystyle \mathbf {S_{m}} } — потік енергії, або «механічний вектор Пойнтінга»:
{\displaystyle \mathbf {S} _{m}(\mathbf {r} ,t)=\sum _{\alpha }{\frac {m_{\alpha }}{2}}{\dot {r}}_{\alpha }^{2}{\dot {\mathbf {r} }}_{\alpha }\delta (\mathbf {r} -\mathbf {r} _{\alpha }(t)).}
Рівняння неперервності енергії, або закон збереження енергії
{\displaystyle {\frac {\partial }{\partial t}}\left(u_{e}+u_{m}\right)+\nabla \cdot \left(\mathbf {S} _{e}+\mathbf {S} _{m}\right)=0,}

## Альтернативні форми
Можна отримати й інші форми теореми Пойнтінга. Замість того щоб використовувати вектор потоку {\displaystyle \mathbf {S} \propto \mathbf {E} \times \mathbf {B} } можна вибрати форму Авраама {\displaystyle \mathbf {E} \times \mathbf {H} }, форму Мінковського {\displaystyle \mathbf {D} \times \mathbf {B} }, або якусь іншу.